# Tîmofiivka, Berezivka
Tîmofiivka (în ucraineană Тимофіївка) este un sat în comuna Stari Maiakî din raionul Berezivka, regiunea Odesa, Ucraina.

## Demografie
Componența lingvistică a localității Tîmofiivka
     Ucraineană (75,53%)
     Română (20,21%)
     Rusă (3,19%)
     Bulgară (1,06%)
Conform recensământului din 2001, majoritatea populației localității Tîmofiivka era vorbitoare de ucraineană (75,53%), existând în minoritate și vorbitori de română (20,21%), rusă (3,19%) și bulgară (1,06%).